# Sport w Wellington
Wellington posiada dobre warunki do uprawiania sportu oraz do organizowania wszelkich imprez sportowych.

## Informacje ogólne
Najczęściej praktykowane sporty w Wellington to m.in. kręgle (Wellington Bowling Club zrzeszający zawodników z całej Nowej Zelandii, którego dyrektorem jest Ken Dunn), krykiet (Wellington Cricket Club zrzeszający nieprofesjonalnych zawodników - amatorów z regionu Wellington, piłka nożna, golf (organizacja Golf Society), skoki na trampolinie, szermierka (klub zrzeszający nastolatków, której dyrektorem jest Lawrence Burr), squash (Wellington Squash Club).
Firmy sportowe funkcjonujące w Wellington to m.in. Rebel Sport, Sport & Exercise Science New Zealand, Sport & Workfit Physio, Sport & Recreation NZ, SFRITO Sport Fitness & Recreation Industry Training Organisation. W mieście znajdują się takie obiekty jak : Basin Reserve (narodowy stadion do gry w krykieta, mający status zabytku), Westpac Stadium oraz TSB Bank Arena (kryta hala sportowa, w której odbywają się przede wszystkim rozgrywki koszykarskie), Wellington Stadium (stadion do gry w piłkę nożną używany przede wszystkim w celu organizacji imprez kulturowych; na stadionie tym grali tacy artyści jak: Robbie Williams, David Bowie, Elton John, Neil Diamond, The Police i The Rolling Stones. 
Z powodu dość łagodnego klimatu, tj. temperatury w lecie ok. 20 °C oraz w zimie powyżej zera, sezon piłkarski trwa niemal cały rok, zaś mecze międzynarodowe w wielu dyscyplinach (rugby, krykiet) są odbywane cały rok, również w okresie zimy (od czerwca do sierpnia), gdyż warunki atmosferyczne nie są dokuczliwe. Z tego powodu Wellington jest dogodnym miejscem do organizowania rozgrywek sportowych w każdej porze roku.

## Areny sportowe

### Basin Reserve

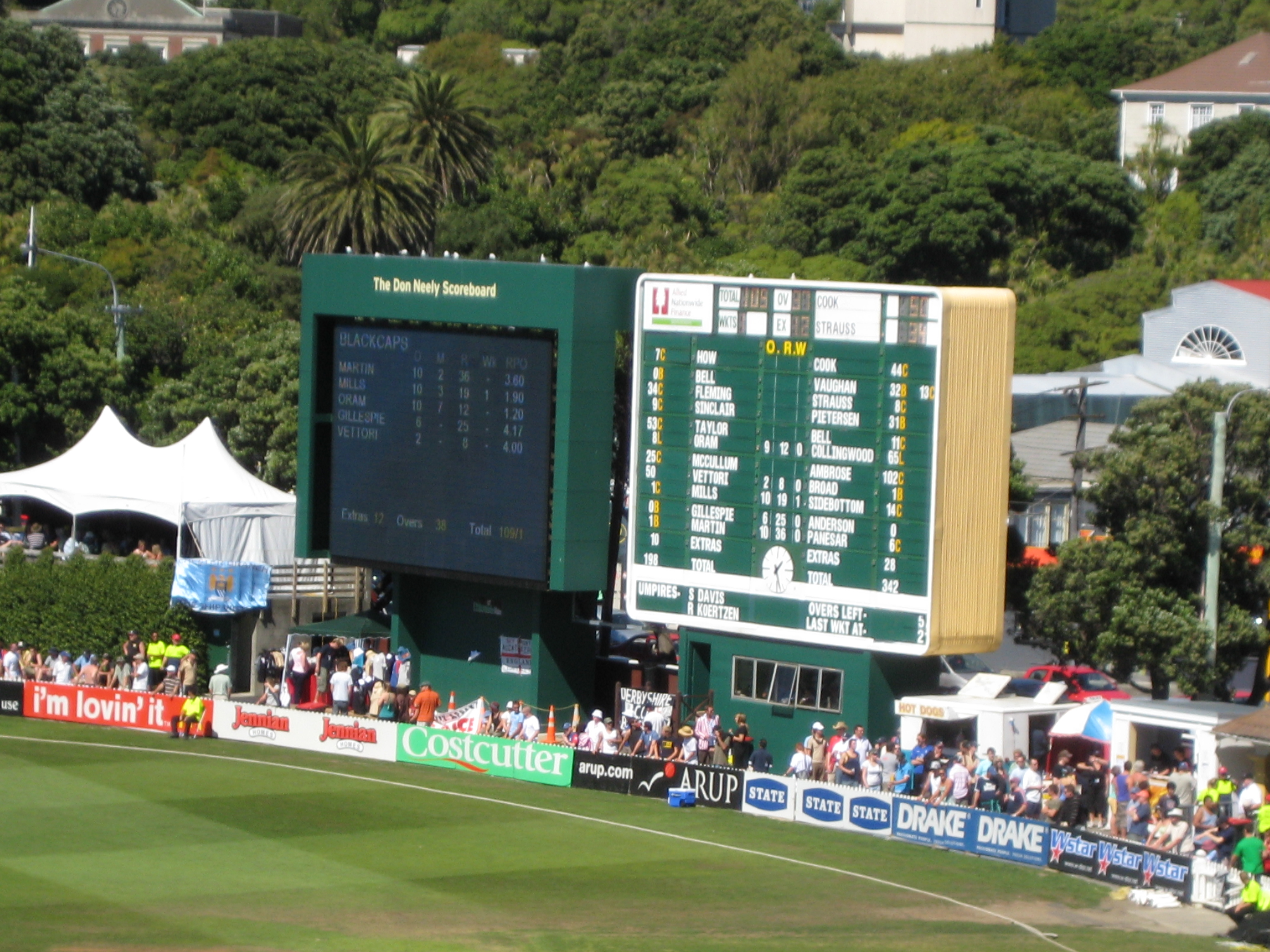
Tablica wyników na stadionie Basin Reserve

Narodowy stadion do gry w rugby usytuowany jest 2km na południe od dzielnicy biznesowej, u podnóży Mount Victoria (Góra Wiktoria). Na południe od stadionu znajdują się: Government House (siedziba gubernatora Nowej Zelandii) oraz szkoła (ang. Wellington College). Na wschód od stadionu położony jest Tunel Wiktoria (ang. Mount Victoria Tunnel), zbudowany w 1931 r. Znamienne jest ograniczenie ruchu w pobliżu Basin Reserve do minimum (droga w pobliżu stadionu jest jednokierunkowa). 
Stadion mieści również muzeum krykieta (ang. New Zealand Cricket Museum). Muzeum zaopatrzone jest w bibliotekę z literaturą dotyczącą historii krykieta i zasad gry.
Pierwsza gra na Basin Reserve miała miejsce 11 stycznia 1868 r. i toczyła się między więźniami z Mount Cook Gaol a strażnikami z tegoż więzienia. Rozgrywka zakończyła się kontuzjami wielu zawodników z powodu kamieni i żwiru tkwiącego w trawie. Po tym pierwszym spotkaniu władze miasta rozpoczęły organizację mityngów lekkoatletycznych i rozgrywek sportowych na Basin. Rozgrywki te nazwano Highland Games. Konkurencje, które wliczały się w skład mityngów to : lekkoatletyka (przede wszystkim biegi), wyścigi, taniec oraz później ścinanie drzew i wyścigi rowerowe. Podatny na nierówności grunt został odnowiony w 1872 r. Pierwszy profesjonalny mecz krykieta rozegrano 30 października 1873 r. między Wellington i Auckland (mecz zakończył się zwycięstwem drużyny ze stolicy). Pierwszy mecz rugby rozegrano pomiędzy Wellington a drużyną marynarzy z HMS „Rosario”, który ci drudzy wygrali przewagą jednego punktu. 
Pierwszy mecz międzynarodowy na Basin Reserve rozegrano 24 stycznia 1930 r. między Nową Zelandią a Anglią. Mecze międzynarodowe były rozgrywane na Basin do 1999, kiedy to rozgrywki przeniesiono do Westpac Stadium. 
Na stadionie okazjonalnie rozgrywane są mecze piłki nożnej.

### Westpac Stadium

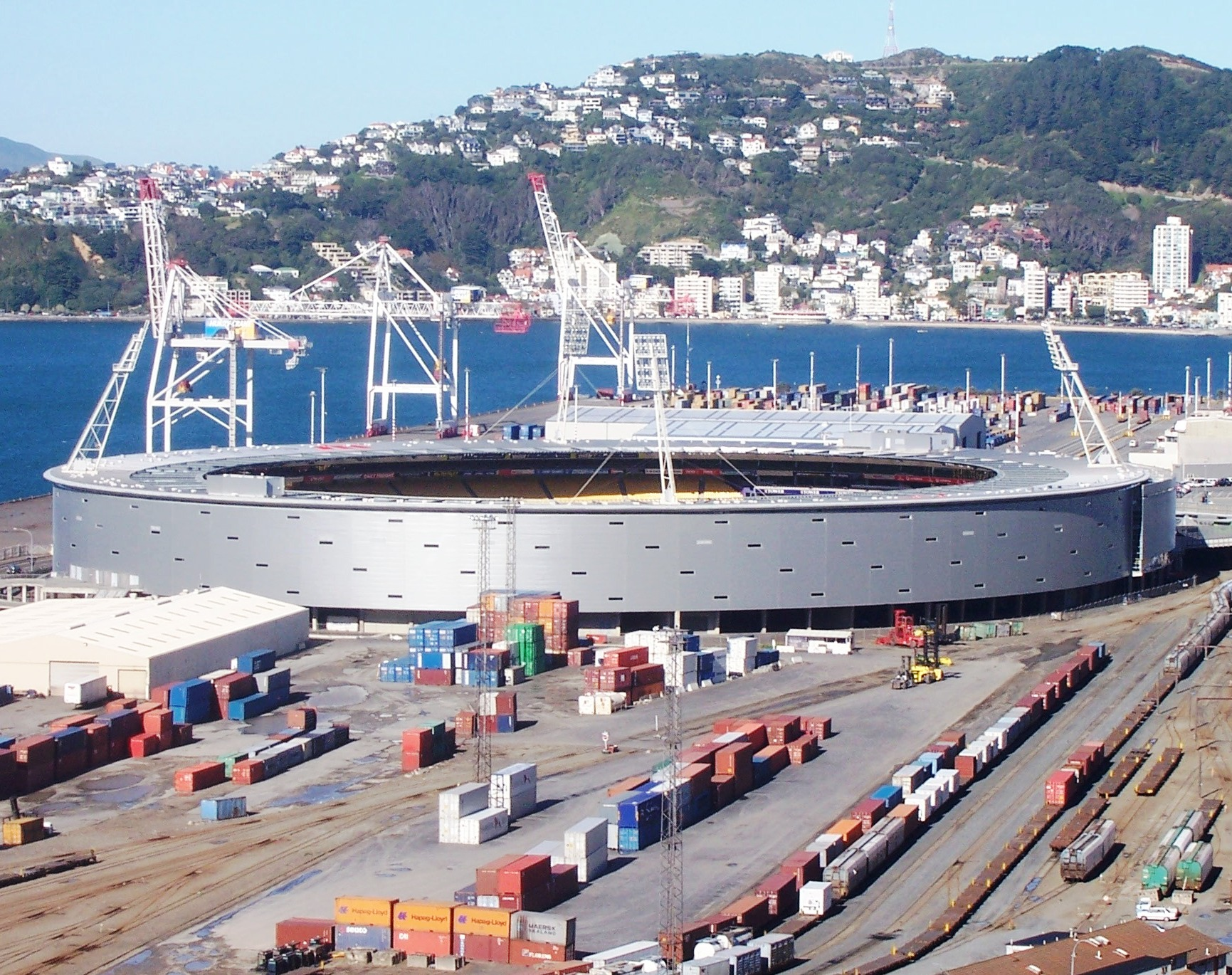
Westpac Stadium

Westpac Stadium jest obecnie największym obiektem sportowym w Wellington. Przez mieszkańców innych miast Nowej Zelandii bywa nazywany "Ciasto" (z powodu swojego nietypowego kształtu), jednak przez wellingtonnian jest nazywany "The Stadium" (Stadion). Z kolei fani zespołu piłkarskiego Wellington Phoenix nazywają go "Pierścień Ognia" (ang. The Ring of Fire). Stadion jest usytuowany w pobliżu Stacji Kolejowej Wellington (ang. Wellington Railway Station), 1km na północ od dzielnicy biznesowej miasta. Stadion został zbudowany by zastąpić "Halę Atletyczną" (ang. Athletic Park), której wielkość i położenie (peryferia miasta) nie pozwalały na efektywne organizowanie w tym miejscu międzynarodowych rozgrywek sportowych. Stadion został zbudowany również w celu organizacji międzynarodowych spotkań w grze w krykieta. Stadion jest miejscem organizacji festiwalu muzyki rockowej pt. "Rock2Wgtn".

### TSB Bank Arena

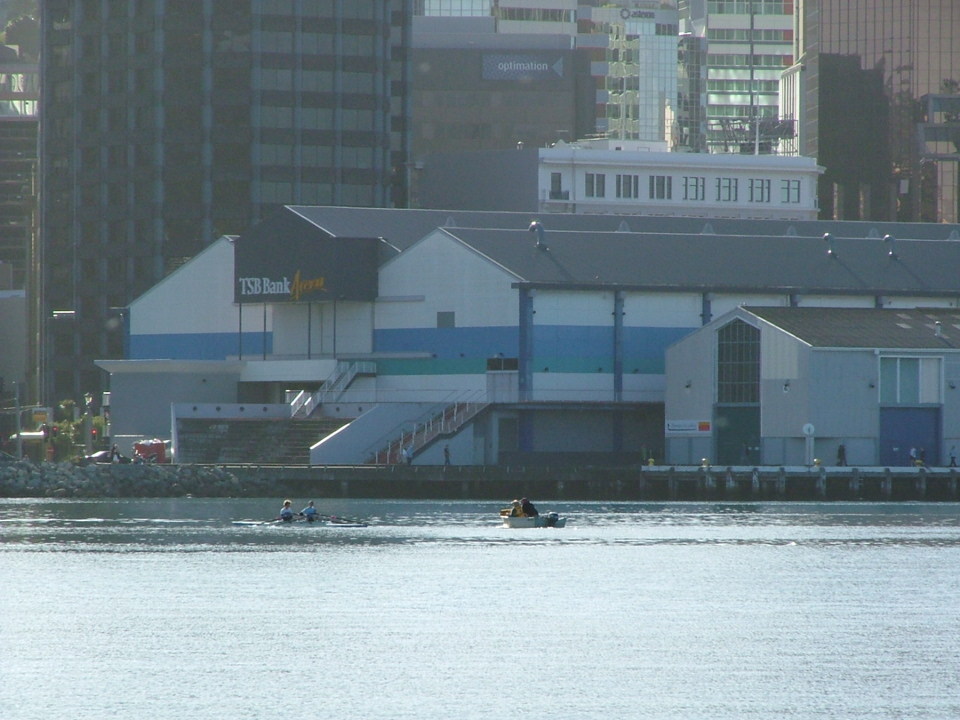
TSB Bank Arena

TSB Bank Arena to kryta hala sportowa, w której odbywają się przede wszystkim rozgrywki ligi koszykarskiej. Jest główną halą zespołu Wellington Saints. Zbudowana w 1995 roku, początkowo mieściła 3635 widzów. W 2005 roku została przebudowana i obecnie liczba miejsc siedzących wynosi 4570. Ponadto w hali odbywają się festiwale muzyczne, koncerty. Hala gościła takie zespoły jak : Faith No More Live, Radiohead, Metallica, Hi-5, Edgefest, Deep Purple, Kings of Leon, Disturbed i Westlife. W 2008 roku była gospodarzem Pucharu Narodów Oceanii w piłce ręcznej.

## Kluby sportowe
W Wellington znajdują się siedziby takich klubów sportowych jak:
- Hurricanes - drużyna rugby union grająca w rozgrywkach Super Rugby;
- Wellington Lions - drużyna rugby union grająca w rozgrywkach National Provincial Championship;
- Wellington Phoenix - klub piłkarski grający w lidze australijsko-nowozelandzkiej lidze zwanej A-League;
- Team Wellington - drużyna piłkarska grająca w narodowej lidze New Zealand Football Championship;
- Central Pulse - klub grający w netball;
- Wellington Firebirds i Wellington Blaze - drużyny (kolejno męska i żeńska) grające w krykieta;
- Wellington Saints - klub koszykówki grający w Narodowej Lidze Koszykówki National Basketball League.

## Rozgrywki sportowe
Rozgrywki sportowe rozgrywane w Wellington:
- Wellington Sevens - doroczny turniej rugby 7 rozgrywany na Westpac Stadium;
- World Mountain Running Championships 2005 - mistrzostwa świata w bieganiu po górach w 2005 r.;
- Wellington 500 - uliczny wyścig samochodowy rozgrywany w latach 1985–1996 (trwają próby przywrócenia wyścigu);
- Wellington Lacrosse Open - krajowy, doroczny turniej Lacrosse zainaugurowany w 2008 r.
- Wellington Cup – doroczny turniej konny koni pełnej krwi angielskiej rozgrywany od 1874 na torze w Trentham;
- Capital Bowl - wielki finał dorocznych rozgrywek narodowej ligi futbolu amerykańskiego.